# Asociación Psicoanalítica Vienesa

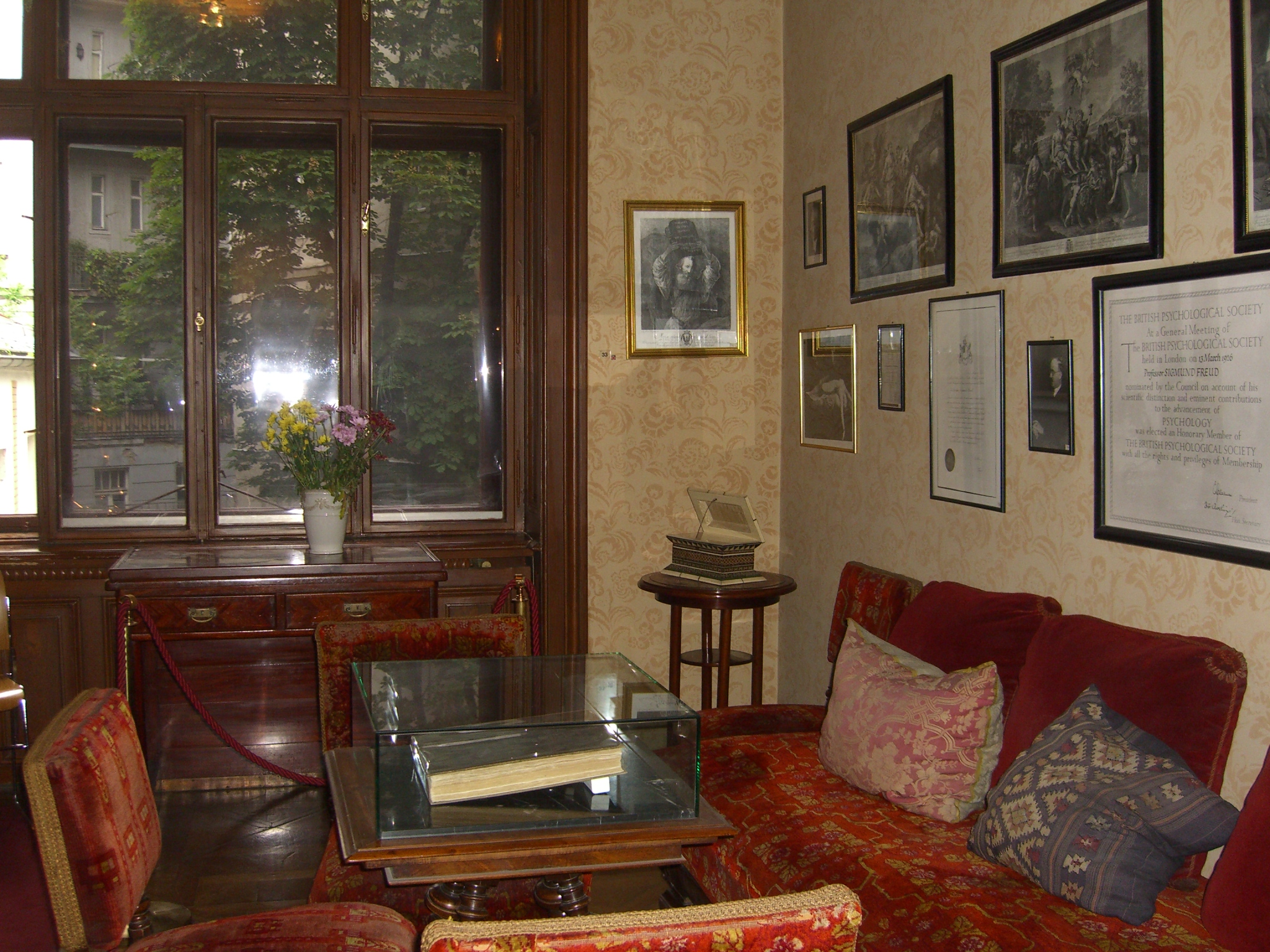
Sala de espera del consultorio en la Berggasse 19, donde se realizaron las primeras reuniones.

La Asociación Psicoanalítica Vienesa (Wiener Psychoanalytische Vereinigung) fue informalmente conocida en sus inicios como la Sociedad Psicológica de los Miércoles (Psychologische Mittwoch Gesellschaft). Los encuentros se iniciaron en el apartamento de Sigmund Freud en Berggasse 19 en Viena en 1902. Hacia 1908 el grupo adoptó su nueva denominación y fue la autoridad psicoanalítica internacional del momento.
El primer presidente fue Alfred Adler, quien renunció en 1911.
Fueron miembros destacados: Sigmund Freud, Otto Rank, Karl Abraham, Carl Gustav Jung, Alfred Adler, Sándor Ferenczi, Isidor Isaak Sadger, Hanns Sachs, Ludwig Binswanger, Carl Alfred Meier, Sabina Spielrein y Lou Andreas-Salomé.

## Primeras reuniones
En noviembre de 1902 Sigmund Freud escribió a Alfred Adler, "Un pequeño círculo de colaboradores y simpatizantes me otorgan el gran placer de venir a mi casa a la tarde (8:30 PM después de la cena) para discutir temas de interés en psicología y neuropatología.... ¿Sería tan amable de unirse a nosotros?" El grupo incluía a Wilhelm Stekel, Max Kahane y Rudolf Reitler, al que pronto se le uniría Adler. Stekel, un médico vienés que había estado en análisis con Freud, proveyó el ímpetu inicial a las reuniones. Freud se aseguró de que cada participante contribuyera a la discusión extrayendo nombres de una urna y pidiendo a cada uno dirigir el asunto escogido".
Nuevos miembros fueron invitados con el consentimiento del grupo, y sólo unos pocos abandonaron. Hacia 1906, el grupo, entonces denominado Sociedad Psicológica del Miércoles, incluía 17 psicoanalistas, entre los que se contaban médicos y «legos» (en el sentido de Freud, equivalente a «no-médicos»). Otto Rank fue contratado ese año para cobrar las cuotas y guardar los registros escritos de las discusiones cada vez más complejas. Cada reunión incluía la presentación de un ensayo o historia clínica con discusión y un resumen final a cargo de Freud. Algunos de los miembros presentaron historias detalladas de su propio desarrollo psicológico y sexual.

## Años de actividad
En la medida en que creció el número de participantes en las reuniones al incluir a más colaboradores originales del psicoanálisis, la franqueza analítica llegó a ser algunas veces una excusa para ataques personales.  En 1908, Max Graf, cuyo hijo de cinco años había sido un temprano asunto de discusión en el famoso caso del pequeño Hans de Freud, deploró la desaparición de congenialidad. Había todavía discusiones cuyas importantes apreciaciones podían ser recopiladas, pero muchas se volvieron mordaces. Muchos miembros quisieron suprimir la tradición de que las nuevas ideas discutidas en las reuniones fueron acreditadas al grupo en su conjunto, no al contribuyente original de la idea. Freud propuso que cada miembro tuviera una opción, considerar sus comentarios como propiedad intelectual propia, o ponerlos en el dominio público.
En un intento de resolver algunos de los conflictos, en 1908, Freud disolvió de modo oficial el grupo informal y formó un nuevo grupo bajo el nombre de Wiener Psychoanalytische Vereinigung (Asociación Psicoanalítica Vienesa). Por sugerencia de Alfred Adler, la elección de nuevos miembros estuvo basada en una votación secreta en lugar de la invitación de Freud. Aunque la estructura del grupo se hiciera más democrática, las discusiones perdieron algo de su carácter ecléctico original como identidad del grupo desarrollado. Las teorías psicosexuales de Freud llegaron a ser el foco primario de los participantes.